# Indigofera decora
Indigofera decora är en ärtväxtart som beskrevs av John Lindley. Indigofera decora ingår i släktet indigosläktet, och familjen ärtväxter.

## Underarter
Arten delas in i följande underarter:
- I. d. chalara
- I. d. cooperi
- I. d. decora
- I. d. ichangensis

## Bildgalleri

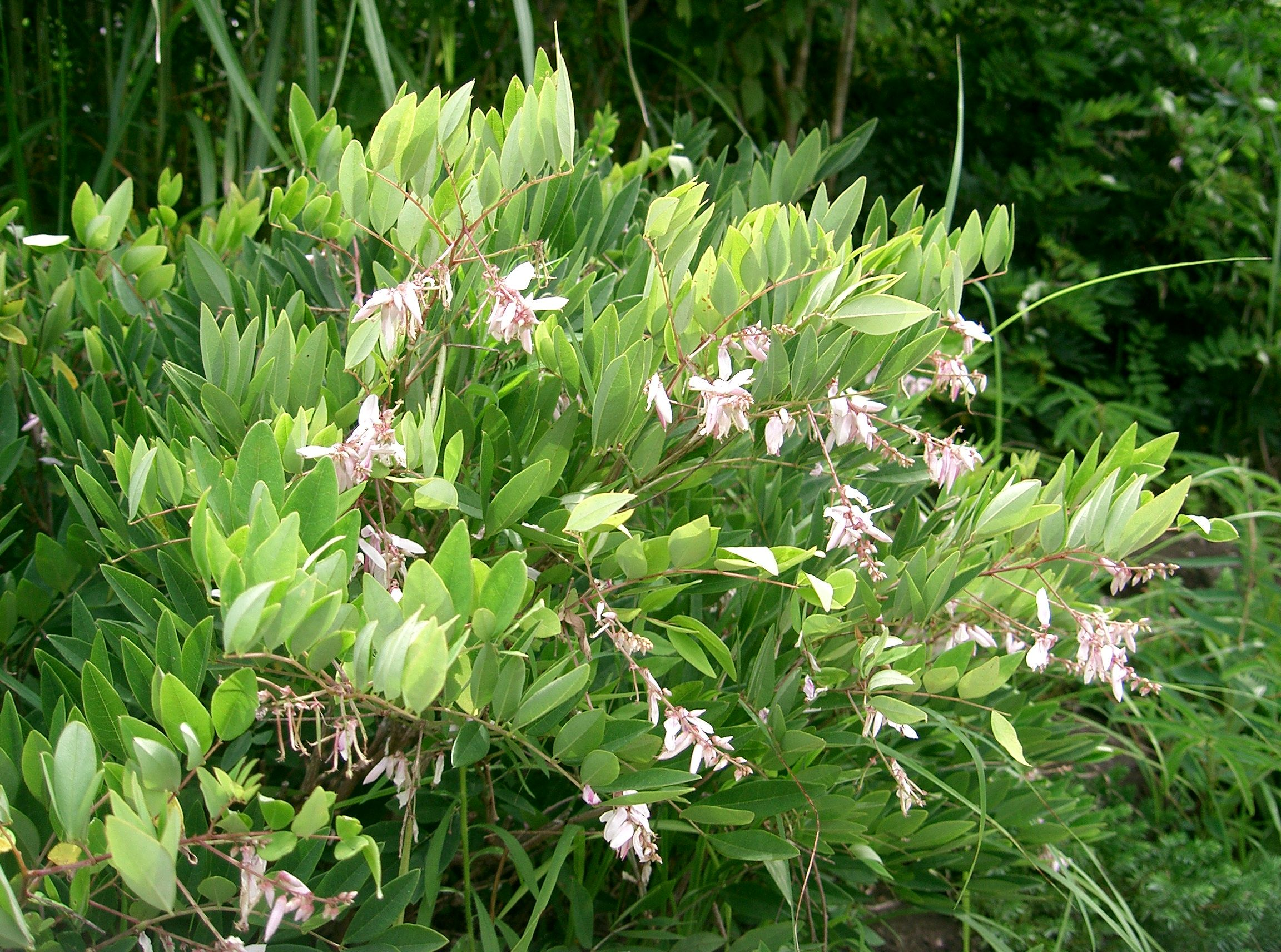
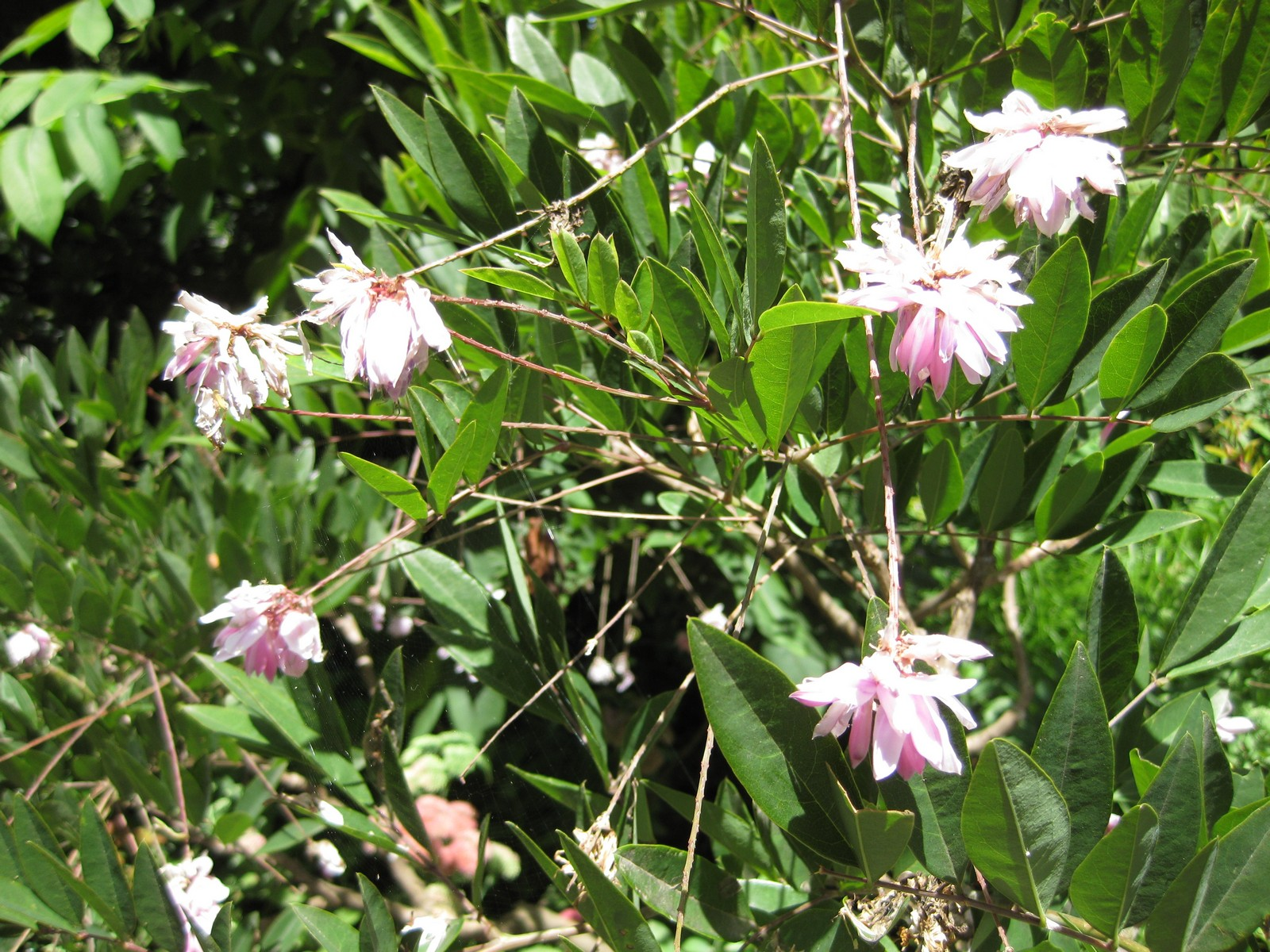
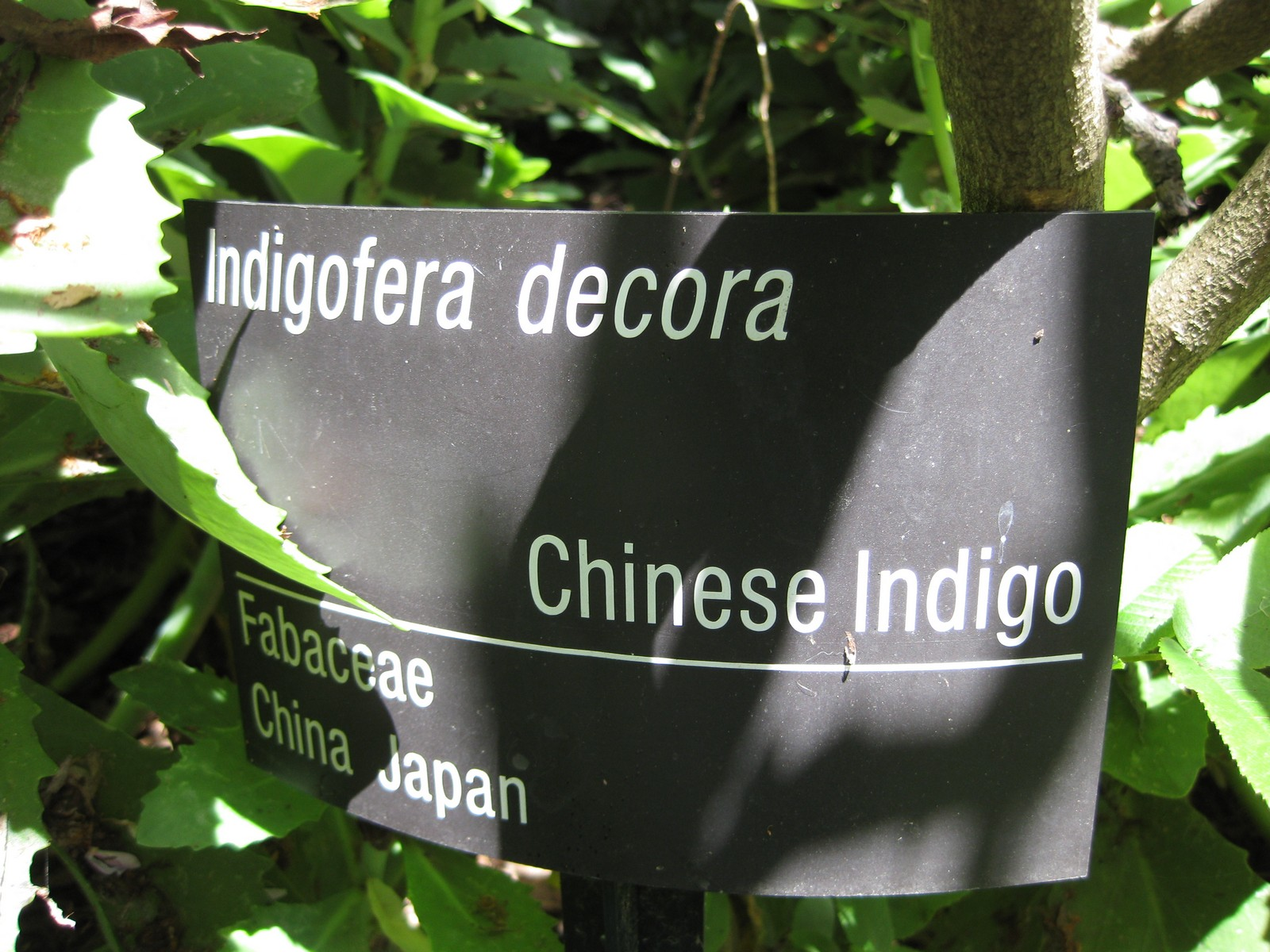
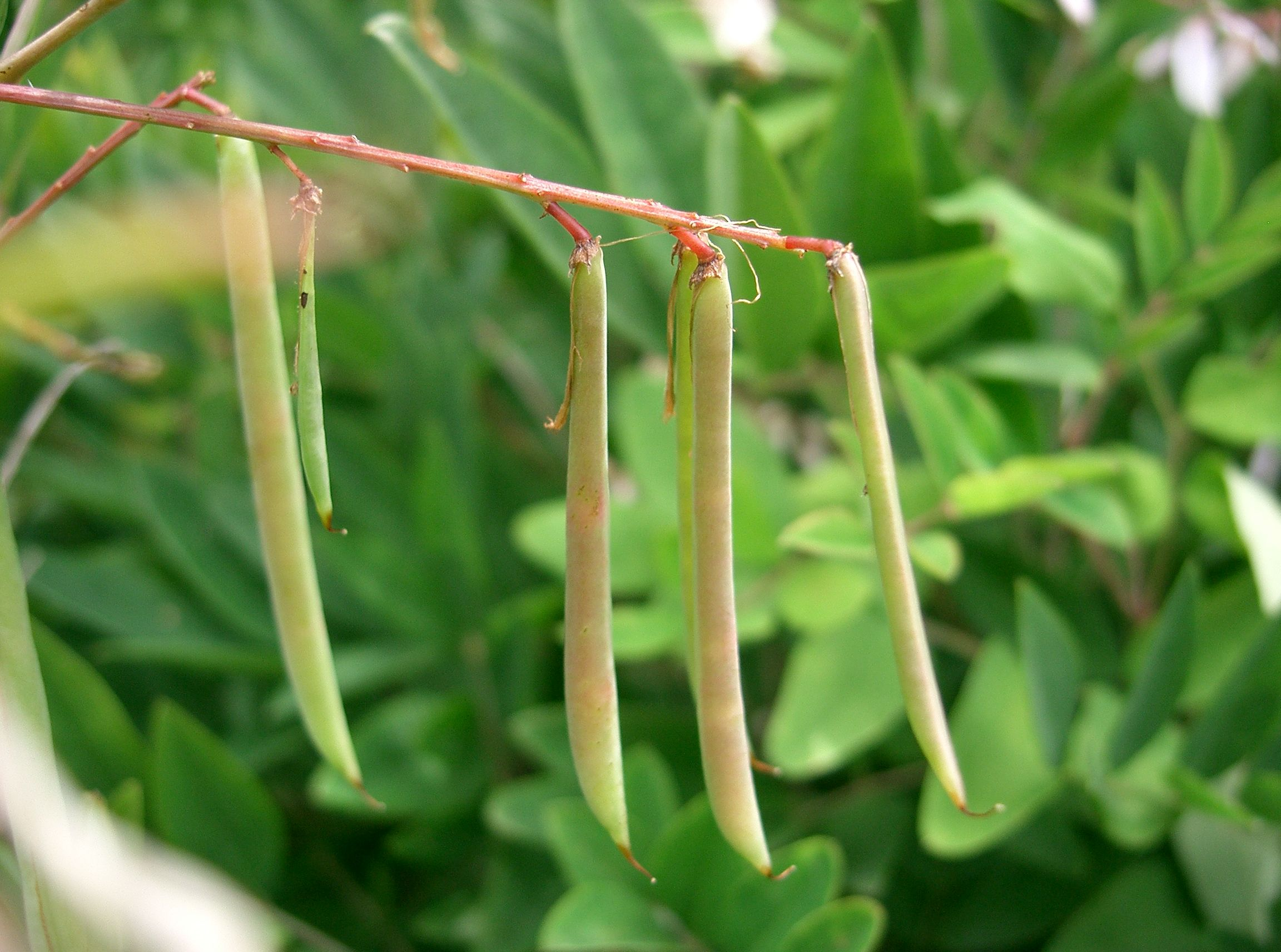